# Pavel VI.
Svatý Pavel VI. (26. září 1897, Concesio – 6. srpna 1978, Castel Gandolfo), původním jménem Giovanni Battista Enrico Antonio Maria Montini (Jan Křtitel Jindřich Antonín Maria), byl papež v letech 1963–1978. Předsedal druhé části Druhého vatikánského koncilu a dohlížel na provádění jím přijatých rozhodnutí. Mezi jeho zásadní díla patří encyklika Humanae vitae a apoštolská exhortace Evangelii nuntiandi. Během patnácti let v úřadu povýšil Pavel VI. na šesti konzistořích 143 arcibiskupů na kardinály. Pavel VI. zemřel v papežské rezidenci Castel Gandolfo na srdeční zástavu.

## Dětství

Znak kardinála Montiniho

Giovanni Montini se narodil v italském městě Concesio v provincii Brescia v urozené rodině. Do kněžského semináře vstoupil v roce 1916. Po čtyřech letech dokončil studium a byl vysvěcen na kněze. Poté studoval na Gregoriánské univerzitě a Univerzitě v Římě. Jeho organizační schopnosti mu zajistily místo v papežské kurii. V roce 1937 se stal pomocníkem kardinála Pacelliho, sekretáře papeže Pia XI. Když byl Pacelli zvolen do papežského úřadu jako Pius XII., Montini získal pozici pod novým sekretářem papeže. Sekretář však v roce 1944 zemřel a Montini pracoval přímo pro papeže Pia XII.
V roce 1954 se stal milánským arcibiskupem, tedy tradičním „předstupněm“ pro kardinálskou kreaci. K překvapení mnohých Montini nedostal kardinálský post před papežovým úmrtím v roce 1958. Novým papežem se stal Angelo kardinál Roncalli (zvolil si jméno Jan XXIII.) a po pouhých dvou měsících v úřadu povýšil Montiniho na kardinála.

## Montini papežem

Země navštívené papežem Pavlem VI.

### Humanae vitae
Jako papeže si Pavla VI. svět bude nejspíše pamatovat díky encyklice Humanae vitae, kterou vydal 25. července 1968. V tomto díle znovupotvrzuje pohled katolické církve na plánování a kontrolu porodnosti a potvrzuje nepřijatelnost antikoncepce. Veřejnost podrobila encykliku ostré kritice a došlo i k odklonu některých věřících, kteří se s tímto přístupem nedokázali ztotožnit.[zdroj?]
Papež byl reakcí veřejnosti na encykliku zdrcen. Jeho biografie na internetových stránkách Vatikánu vzpomíná, že to byla událost, která provázela papeže celým jeho pontifikátem, nicméně od svého postoje neustoupil. Encyklika dodnes zůstává také klíčovým dokumentem názoru katolické církve na cenu, důstojnost a ochranu lidského života – odsuzuje totiž i umělý potrat (interrupci).

### Mezináboženský dialog
Pavel VI. byl prvním papežem ve 20. století, který se setkal s vrcholnými představiteli východních ortodoxních křesťanů. V roce 1964 v Jeruzalémě hovořil s patriarchou pravoslavné církve Athenagorasem I. Byl to krok k prolomení komunikační bariéry mezi katolickou církví a pravoslavím, ze kterého vzešla deklarace, čtená na druhém vatikánském koncilu v Římě a na speciální ceremonii v Istanbulu.
Pavel VI. byl také teprve druhým papežem, který se setkal s představitelem anglikánské církve arcibiskupem z Canterbury Michaelem Ramseyem. Papež Pavel VI. jako první během pontifikátu navštívil šest kontinentů.

### Pavel VI. a Československo
Kritizoval komunistické režimy ve východní Evropě a odsoudil invazi vojsk Varšavské smlouvy do Československa v roce 1968. Biskupa Štěpána Trochtu a arcibiskupa Františka Tomáška tajně jmenoval kardinály. Když Československo odmítlo pohřbít kardinála Josefa Berana na svém území, rozhodl Pavel VI. o uložení jeho ostatků v kryptách baziliky svatého Petra.

### Encykliky
- Ecclesiam Suam – 6. srpen 1964
- Mense Maio – 29. duben 1965
- Mysterium Fidei – 3. září 1965
- Christi Matri – 15. září 1966
- Populorum Progressio – 26. březen 1967
- Sacerdotalis caelibatus – 24. červen 1967
- Humanae vitae – 25. červenec 1968

### Exhortace
- Evangelii nuntiandi – 8. prosinec 1975

### Motu proprio
- Ingravescentem Aetatem – 21. listopad 1970

## Proces svatořečení
Proces svatořečení byl zahájen 18. března 1993 v diecézi Řím. Dne 20. prosince 2012 jej papež Benedikt XVI. prohlásil za Ctihodného a dne 9. května 2014 papež František podepsal dekret o zázraku na jeho přímluvu. Blahořečení proběhlo 19. října 2014 na svatopetrském náměstí v Římě. Svátek byl stanoven na 26. září. Kanonizační mše (prohlášení za svatého) proběhla 14. října 2018.